# ATP Challenger Monza
Das ATP Challenger Monza (offizieller Name: Atkinsons Monza Open) ist ein von 2005 bis 2012 und seit 2025 stattfindendes Tennisturnier in Monza. Es ist Teil der ATP Challenger Tour und wird im Freien auf Sandplatz ausgetragen. Nicolas Devilder und David Marrero gelang jeweils ein Titel in Einzel und Doppel; damit sind sie die einzigen mehrfachen Turniersieger.

## Liste der Sieger

### Einzel
| Jahr                         | Sieger               | Finalgegner      | Ergebnis        |
| ---------------------------- | -------------------- | ---------------- | --------------- |
| 2025                         | Raphaël Collignon    | Witalij Satschko | 6:3, 7:5        |
| 2013–2024: nicht ausgetragen |                      |                  |                 |
| 2012                         | Daniel Gimeno Traver | Albert Montañés  | 6:2, 4:6, 6:4   |
| 2011                         | Julian Reister       | Alessio di Mauro | 2:6, 6:3, 6:3   |
| 2010                         | Daniel Brands        | Pablo Andújar    | 6:74, 6:3, 6:4  |
| 2009                         | David Marrero        | Antonio Veić     | 5:7, 6:4, 6:4   |
| 2008                         | Albert Montañés      | Alberto Martín   | 3:6, 7:61, 6:3  |
| 2007                         | Werner Eschauer      | Jan Hájek        | 6:0, 3:0 aufgg. |
| 2006                         | Nicolas Devilder     | Flavio Cipolla   | 6:2, 7:5        |
| 2005                         | Alessio di Mauro     | Nicolas Devilder | 6:1, 2:6, 6:3   |

### Doppel
| Jahr                         | Sieger                              | Finalgegner                        | Ergebnis          |
| ---------------------------- | ----------------------------------- | ---------------------------------- | ----------------- |
| 2025                         | Sander Arends Luke Johnson          | Filippo Romano Jacopo Vasamì       | 6:1, 6:1          |
| 2013–2024: nicht ausgetragen |                                     |                                    |                   |
| 2012                         | Andrei Golubew Juri Schtschukin     | Teimuras Gabaschwili Stefano Ianni | 7:64, 5:7, [10:7] |
| 2011                         | Johan Brunström Frederik Nielsen    | Jamie Delgado Jonathan Marray      | 5:7, 6:2, [10:7]  |
| 2010                         | Daniele Bracciali David Marrero     | Martin Fischer Frederik Nielsen    | 6:3, 6:3          |
| 2009                         | James Auckland Travis Rettenmaier   | Dušan Karol Jaroslav Pospíšil      | 7:5, 6:76, [10:4] |
| 2008                         | Stefano Galvani Alberto Martín      | Denis Gremelmayr Simon Greul       | 7:5, 2:6, [10:3]  |
| 2007                         | Nathan Healey Jordan Kerr           | Ricardo Hocevar Alexandre Simoni   | 6:4, 6:3          |
| 2006                         | Rubén Ramírez Hidalgo Tomas Tenconi | Leonardo Azzaro Christopher Kas    | 4:6, 6:4, [13:11] |
| 2005                         | Nicolas Devilder Olivier Patience   | Massimo Bertolini Uros Vico        | 7:5, 6:4          |